# I945
L'i945 (conosciuto anche con il nome in codice Lakeport) è un chipset Intel presentato nel 2005 per supportare i Pentium 4 Prescott su socket 775 e i Pentium D Smithfield.
Parallelamente all'i945, Intel ha presentato anche l'i955 (Glenwood) che offriva prestazioni leggermente superiori grazie ad alcune specifiche tecnologie che miglioravano la latenza di accesso alla memoria RAM e ai bus di sistema.
I 2 chipset sono stati i successori, rispettivamente, dell'i915 (Grantsdale) e dell'i925 (Alderwood) presentati nel 2004.

## Caratteristiche tecniche

Schema a blocchi del chipset i945P

L'i945 Lakeport era prodotto nel package Ball Grid Array 1466 da 37,5x37,5 mm ma, a differenza di quanto avvenuto in passato, non ha apportato alcuna rivoluzione nelle piattaforme Intel ma si è limitato ad ottimizzare una serie di aspetti e aumentare gradualmente le possibilità di espansione del sistema, offrendo supporto a bus e memorie RAM più veloci, oltre che a un maggior numero di linee PCI Express e ai primi processori dual core Pentium D anch'essi basati sul Socket 775.
L'i945 ha offerto il supporto per ben 8 GB di memoria DDR2-667 e BUS fino a 1066 MHz (il precedente i915 si limitava al BUS a 800 MHz e solo il modello i925XE era in grado di supportare ufficialmente i 1066 MHz). L'interfaccia di connessione con la scheda video era quella PCI Express x16 ma il chipset offriva supporto per altre 6 linee PCI Express (al posto delle 4 del modello precedente) che potevano venire utilizzate dai produttori di motherboard a propria discrezione.
Il southbridge è diventato l'ICH7 che, come il precedente, consentiva ai produttori di schede madri di integrare fino a 8 porte USB 2.0. Dato il rapido sviluppo dell'interfaccia SATA, Intel ha scelto di limitare il supporto ad un unico canale PATA di tipo UltraATA 100 con supporto RAID alle modalità "0", "1" e, per la prima volta, "5". Per controbilanciare il limite di un solo canale PATA, è stato migliorato il supporto proprio degli hard disk SATA; l'i945 offriva ancora 4 porte SATA, ma queste erano del tipo SATA-300, teoricamente in grado di offrire una ampiezza di banda doppia per ciascuna periferica collegata.

Schema a blocchi del chipset i945G

Lo standard audio integrato era rimasto l'Intel High Definition Audio, chiamato da Intel con il nome in codice Azalia. La qualità era nettamente migliore rispetto a quella dello standard AC '97 e quindi anche un sistema con audio integrato poteva svolgere le funzioni di un impianto home theater. Per quanto riguarda la scheda di rete, ancora una volta il supporto era offerto attraverso lo standard PCI Express.
La comunicazione tra Northbridge e southbridge era rimasta invece la cosiddetta Direct Media Interface da 1 GB/s (nei chipset attuali è di ben 2 GB/s) basata anch'essa sul BUS PCI Express, e introdotta da Intel con il predecessore dell'i945, l'i915 Grantsdale.
Il sottosistema grafico integrato in alcune versioni è stato il nuovo GMA 950 che rispetto al precedente GMA 900 integrato nell'i915, funzionava ad una frequenza di 400 MHz (100 in più del predecessore), ma senza aggiungere tutte le specifiche dello Shader Model 3.0 previste dalle DirectX 9.0c. È stato invece migliorato il supporto ai contenuti ad alta definizione, tipici della HDTV e disponibili attraverso i supporti HD DVD e Blu-ray.
Le versioni disponibili erano le seguenti:
- i945P - versione standard
- i945G - supporto del sottosistema grafico
- i945PL - BUS limitato a 800 MHz
- i945GL - BUS limitato a 800 MHz e sottosistema grafico integrato
- i945GZ - BUS limitato a 800 MHz supporto del solo sottosistema grafico

## Il successore
L'i945 e il suo alter ego i955, sono stati rimpiazzati da Intel tra la fine del 2005 e la metà del 2006, dall'i965 (Broadwater) e dall'i975. La vera novità introdotta con questi chipset è stato il supporto ai nuovi processori Core 2 Duo Conroe.